# Johan Mojica
Johan Andrés Mojica Palacio (Cali, Colombia  21 de agosto de 1992) es un futbolista colombiano nacionalizado español en 2019 que juega de defensa y actualmente juega en el R. C. D. Mallorca de la Primera División de España. Es Internacional absoluto con la selección de Colombia. 

## Trayectoria

### Inicios en Colombia
Debutó como profesional en Academia Fútbol Club, continuó su carrera en la Segunda División de Colombia jugando para Llaneros hasta 2012, donde se destacó por su técnica y velocidad. En diciembre de ese mismo año se confirma como nuevo refuerzo del Deportivo Cali para afrontar la temporada 2013.
En el Deportivo Cali se afianza como lateral izquierdo jugando así 19 partidos en total, 13 de ellos en la liga y otros 6 en copa, sin lograr conseguir ninguna anotación. Esta regularidad le sirvió para que el Rayo Vallecano pusiera sus ojos en él, y lo fichara para la temporada 2013-14 en calidad de cedido, pero en la que se reserva una opción de compra. Y en el 2021-22 estuvo en el Villarreal cf.

### España
Debutó en el Rayo Vallecano el 15 de septiembre de 2013 frente al Málaga C. F. En el puesto de lateral izquierdo, se ganó la confianza de los técnicos, finalizó 2013 jugando 12 encuentros con el Rayo, 10 de ellos en liga y otros 2 en Copa del Rey. El 30 de junio de 2014 finalizó su cesión al conjunto franjirrojo y retornó al Deportivo Cali.
Pero tan sólo un par de días después volvería a España, ya que el propio Rayo Vallecano fichó en propiedad a Johan hasta el 30 de junio de 2018, oficializándose a su vez la cesión del jugador colombiano al Real Valladolid, de la segunda división española, durante la temporada 2014/2015.
Llegó cedido del Real Valladolid C. F. en busca de mayor continuidad y experiencia en el fútbol europeo.
El 28 de julio de 2014 se firmó un acuerdo permanente de cuatro años con el Rayo, y fue inmediatamente cedido al conjunto vallisoletano.
El 31 de enero de 2017, en el último día de mercado de invierno, llegó cedido al Girona F. C. por seis meses.
El 18 de agosto se confirmó su cesión para la temporada 2017-18 desde el Rayo Vallecano. Su primer gol lo marcó el 28 de noviembre en el empate a un gol frente al Levante U. D. quedando eliminados de la Copa del Rey en el global por 3-1.
En la temporada 18-19 el Girona F. C. ejecutó la cláusula de compra (por valor de 5 millones) y se hizo con la propiedad del jugador.
El 12 de mayo de 2019 volvió tras ocho meses de lesión jugando los últimos 20 minutos en la derrota como locales 1.2 frente al Levante U. D. en lo que quedarían sentenciados al descenso y jugar la Segunda División.

### Breve paso por Italia
El 22 de septiembre de 2020 llegó cedido al Atalanta B. C. de la Serie A italiana por una temporada, con opción de compra al término de la temporada. Debutó el 26 de septiembre en la victoria por 4-2 como visitantes ante el Torino F. C. jugando los últimos seis minutos del partido. El 3 de noviembre debutó en un partido internacional empezando como titular en la derrota por 0-5 contra Liverpool F. C. en la tercera fecha de la Liga de Campeones de la UEFA.[cita requerida]

### Regreso a España
El 15 de enero de 2021 se canceló la cesión y se marchó también cedido al Elche C. F., guardándose el conjunto ilicitano una opción de compra. Esta no se ejerció, pero en agosto llegaron a un acuerdo para su traspaso y firmó por tres temporadas.
El 1 de septiembre de 2022 fichó por el Villarreal C. F. para los siguientes cuatro años.

## Selección nacional
El 20 de marzo de 2015 fue llamado por José Néstor Pékerman para los partidos amistosos frente a las selecciones de Baréin y de Kuwait los días 26 y 30 de marzo respectivamente. Frente a Baréin hizo su debut con la selección mayor de Colombia jugando los últimos 27 minutos del encuentro y marcando su primer gol sobre el minuto 80 del partido.
El 16 de marzo de 2018 volvió a ser llamado a la selección de Colombia para los amistosos previos a Rusia 2018 frente a Francia y Australia en Europa. El 14 de mayo sería incluido por el entrenador Pékerman en la lista preliminar de 35 jugadores para disputar la Copa Mundial de Fútbol de 2018. Finalmente, fue seleccionado en la lista final de 23 futbolistas, jugando los cuatro encuentros como titular en el Mundial tras la lesión de Frank Fabra, caerían eliminados en octavos de final por penales 3-4 ante Inglaterra. El 17 de noviembre de 2020 tuvo protagonismo negativo en la derrota 6-1 contra Ecuador, con mucha incidencia en varios goles y siendo sustituido antes de la culminación del primer tiempo.

### Participaciones enEliminatorias al Mundial
| Eliminatoria                               | Sede del Mundial                | Posición               | Resultado   | PJ                           | GA | Asis |
| ------------------------------------------ | ------------------------------- | ---------------------- | ----------- | ---------------------------- | -- | ---- |
| Eliminatorias Mundial de Rusia 2018        | Rusia                           | 4°lugar 27pts          | Clasificado | 0 (4 partidos como suplente) | 0  | 0    |
| Eliminatorias Mundial de Catar 2022        | Catar                           | 6°lugar 23pts          | Eliminado   | 10                           | 0  | 1    |
| Eliminatorias Mundial de Norteamérica 2026 | Estados Unidos, México y Canadá | 6°lugar 22pts          | En disputa  | 7                            | 0  | 1    |
| Total en Eliminatorias                     | Total en Eliminatorias          | Total en Eliminatorias | 1/2         | 17                           | 0  | 2    |

### Participaciones enCopas del Mundo
| Mundial               | Sede  | Resultado        | PJ | GA | Asis |
| --------------------- | ----- | ---------------- | -- | -- | ---- |
| Mundial de Rusia 2018 | Rusia | Octavos de final | 4  | 0  | 0    |

### Participaciones enCopas América
| Torneo            | Sede           | Resultado  | PJ | GA | Asis |
| ----------------- | -------------- | ---------- | -- | -- | ---- |
| Copa América 2024 | Estados Unidos | Subcampeón | 6  | 0  | 0    |

### Goles internacionales
| # | Fecha               | Lugar                                     | Rival  | Gol | Resultado | Competición            |
| - | ------------------- | ----------------------------------------- | ------ | --- | --------- | ---------------------- |
| 1 | 26 de marzo de 2015 | Estadio Nacional de Baréin, Riffa, Baréin | Baréin | 5-0 | 6-0       | Amistoso internacional |

## Estadísticas

### Clubes
Actualizado al último partido disputado el 23 de noviembre de 2024.
| Club                           | Div.          | Temporada     | Liga  | Liga  | Liga   | Copas nacionales | Copas nacionales | Copas nacionales | Copas internacionales | Copas internacionales | Copas internacionales | Total | Total | Total  |
| Club                           | Div.          | Temporada     | Part. | Goles | Asist. | Part.            | Goles            | Asist.           | Part.                 | Goles                 | Asist.                | Part. | Goles | Asist. |
| ------------------------------ | ------------- | ------------- | ----- | ----- | ------ | ---------------- | ---------------- | ---------------- | --------------------- | --------------------- | --------------------- | ----- | ----- | ------ |
| Academia F. C. · Colombia      | 2.ª           | 2011          | 19    | 0     | 0      | 4                | 0                | 0                | —                     | —                     | —                     | 23    | 0     | 0      |
| Academia F. C. · Colombia      | 2.ª           | 2012          | 14    | 0     | 0      | 10               | 0                | 0                | —                     | —                     | —                     | 24    | 0     | 0      |
| Academia F. C. · Colombia      | Total club    | Total club    | 33    | 0     | 0      | 14               | 0                | 0                | 0                     | 0                     | 0                     | 47    | 0     | 0      |
| Club Llaneros · Colombia       | 2.ª           | 2012          | 17    | 0     | 0      | —                | —                | —                | —                     | —                     | —                     | 17    | 0     | 0      |
| Club Llaneros · Colombia       | Total club    | Total club    | 17    | 0     | 0      | 0                | 0                | 0                | 0                     | 0                     | 0                     | 17    | 0     | 0      |
| Deportivo Cali · Colombia      | 1.ª           | 2013          | 14    | 0     | 2      | 6                | 0                | 0                | —                     | —                     | —                     | 20    | 0     | 2      |
| Deportivo Cali · Colombia      | Total club    | Total club    | 14    | 0     | 2      | 6                | 0                | 0                | 0                     | 0                     | 0                     | 20    | 0     | 2      |
| Rayo Vallecano · España        | 1.ª           | 2013-14       | 12    | 0     | 0      | 3                | 0                | 0                | —                     | —                     | —                     | 15    | 0     | 0      |
| Real Valladolid C. F. · España | 2.ª           | 2014-15       | 35    | 7     | 7      | 4                | 0                | 0                | —                     | —                     | —                     | 39    | 7     | 7      |
| Real Valladolid C. F. · España | 2.ª           | 2015-16       | 31    | 2     | 8      | 0                | 0                | 0                | —                     | —                     | —                     | 31    | 2     | 8      |
| Real Valladolid C. F. · España | Total club    | Total club    | 66    | 9     | 15     | 4                | 0                | 0                | 0                     | 0                     | 0                     | 70    | 9     | 15     |
| Rayo Vallecano · España        | 2.ª           | 2016-17       | 6     | 0     | 0      | 1                | 0                | 1                | —                     | —                     | —                     | 7     | 0     | 1      |
| Rayo Vallecano · España        | Total club    | Total club    | 18    | 0     | 0      | 4                | 0                | 1                | 0                     | 0                     | 0                     | 22    | 0     | 1      |
| Girona F. C. · España          | 2.ª           | 2016-17       | 10    | 0     | 1      | —                | —                | —                | —                     | —                     | —                     | 10    | 0     | 1      |
| Girona F. C. · España          | 1.ª           | 2017-18       | 30    | 0     | 4      | 2                | 1                | 0                | —                     | —                     | —                     | 32    | 1     | 4      |
| Girona F. C. · España          | 1.ª           | 2018-19       | 1     | 0     | 0      | 0                | 0                | 0                | —                     | —                     | —                     | 1     | 0     | 0      |
| Girona F. C. · España          | 2.ª           | 2019-20       | 36    | 0     | 0      | 0                | 0                | 0                | —                     | —                     | —                     | 36    | 0     | 0      |
| Girona F. C. · España          | Total club    | Total club    | 77    | 0     | 5      | 2                | 1                | 0                | 0                     | 0                     | 0                     | 79    | 1     | 5      |
| Atalanta B. C. · Italia        | 1.ª           | 2020-21       | 11    | 0     | 0      | 0                | 0                | 0                | 2                     | 0                     | 0                     | 13    | 0     | 0      |
| Atalanta B. C. · Italia        | Total club    | Total club    | 11    | 0     | 0      | 0                | 0                | 0                | 2                     | 0                     | 0                     | 13    | 0     | 0      |
| Elche C. F. · España           | 1.ª           | 2020-21       | 17    | 0     | 0      | 0                | 0                | 0                | —                     | —                     | —                     | 17    | 0     | 0      |
| Elche C. F. · España           | 1.ª           | 2021-22       | 33    | 2     | 5      | 1                | 0                | 0                | —                     | —                     | —                     | 34    | 2     | 5      |
| Elche C. F. · España           | 1.ª           | 2022-23       | 3     | 0     | 0      | 0                | 0                | 0                | —                     | —                     | —                     | 3     | 0     | 0      |
| Elche C. F. · España           | Total club    | Total club    | 53    | 2     | 5      | 1                | 0                | 0                | 0                     | 0                     | 0                     | 54    | 2     | 5      |
| Villarreal C. F. · España      | 1.ª           | 2022-23       | 17    | 0     | 0      | 3                | 0                | 1                | 7                     | 0                     | 1                     | 27    | 0     | 2      |
| Villarreal C. F. · España      | Total club    | Total club    | 17    | 0     | 0      | 3                | 0                | 1                | 7                     | 0                     | 1                     | 27    | 0     | 2      |
| C. A. Osasuna · España         | 1.ª           | 2023-24       | 30    | 0     | 3      | 2                | 0                | 0                | 2                     | 1                     | 0                     | 34    | 1     | 3      |
| C. A. Osasuna · España         | Total club    | Total club    | 30    | 0     | 3      | 2                | 0                | 0                | 2                     | 1                     | 0                     | 34    | 1     | 3      |
| R. C. D. Mallorca · España     | 1.ª           | 2024-25       | 36    | 1     | 2      | 0                | 0                | 0                | 0                     | 0                     | 0                     | 36    | 1     | 2      |
| R. C. D. Mallorca · España     | Total club    | Total club    | 36    | 1     | 2      | 0                | 0                | 0                | 0                     | 0                     | 0                     | 36    | 1     | 2      |
| Total carrera                  | Total carrera | Total carrera | 372   | 12    | 32     | 36               | 1                | 2                | 11                    | 1                     | 1                     | 419   | 13    | 35     |

## Palmarés

### Distinciones individuales
| Distinción                    | Año                                                              |      |
| Incluido en el 11 Ideal deDSF | Mejor Gol del mes de septiembre de la Primera División de España | 2021 |